# Aksana
Živilė Raudonienė (29 d'abril de 1982) és una model, culturista i lluitadora professional de Lituània. Actualment treballa a la WWE, en el seu territori de desenvolupament, la Florida Championship Wrestling sota el nom d'Aksana. Va formar part de la tercera temporada de NXT.
Entre els seus triomfs destaquen un regnat com a Queen of FCW i un regnat com a Campiona de dives de la FCW, sent la primera diva a posseir aquests dos campionats simultàniament.

## Vida personal
Abans de dedicar-se a la lluita lliure professional va competir en fitness. La seva major influença en la lluita lliure és Trish Stratus i espera seguir els seus pasos i proclamar-se com la primera campiona femenina de Lituània.

## WWE

### 2009
El 5 d'octubre es va informar la seva entrada en el territori de desenvolupament. Va fer el seu debut sota el nom d'Olga, però poc temps després va canviar a Aksana i va començar a fer de mànager d'Eli Cottonwood.

### 2010
Va fer el seu debut en el ring el 15 de gener, fent equip amb A.J, Savannah i Eve Torres, on van derrotar Naomi, Serena, Courtney Taylor i Maxine.
El mes de març va fer el seu primer combat indivudual, on va ser derrotada per Naomi.
Més endavant, amb la creació del Campionat de Dives de la FCW, va participar en un torneig per definir la campiona inaugural, però va ser derrotada per Serena en la primera ronda.
El 31 d'agost es va anunciar que formaria part de la tercera temporada de NXT, amb Goldust com el seu mentor. En el primer episodi es va establir com a face, fent equip amb Goldust, però foren derrotats per Primo i A.J. La setmana següent fou derrotada per Jamie en un combat individual.
El 21 de setembre va donar a conèixer que tenia problemes degut als papers d'immigració (kayface) i que podia ser deportada a Lituania en qualsevol moment. El 5 d'octubre va guanyar una de les proves que es feien setmanalment i va derrotar a Maxine en un combat individual.
El 12 d'octubre Goldust li va proposar matrimoni per poder quedar-se als Estats Units; el casament es va celebrar el 2 de novembre, però després de la boda va donar una bofetada a Goldust, fent un heel turn. El 17 de novembre va ser eliminada de NXT.

### 2011
El 3 de febrer va derrotar a Rosa Mendes convertint-se en la Queen of FCW. El 7 d'abril va derrotar a A.J guanyant el Campionat de Dives de la FCW; convertint-se així en la primera lluitadora a posseir ambdós campionats femenins de la FCW simultàniament.

## En lluita
- Moviments finals
  - Spinebuster
- Lluitadors dirigits
  - Johnny Curtis
  - Eli Cottonwood
  - Damien Sandow
  - Lucky Canon
  - Goldust

## Campionats i Triomfs
- Florida Championship Wrestling
  - Queen of FCW (1 vegada)
  - FCW Divas Championship (1 vegada)